# Cratere Bonpland
Bonpland è un cratere lunare di 59,25 km situato nella parte sud-occidentale della faccia visibile della Luna.
Il cratere è dedicato al botanico francese Aimé Bonpland.

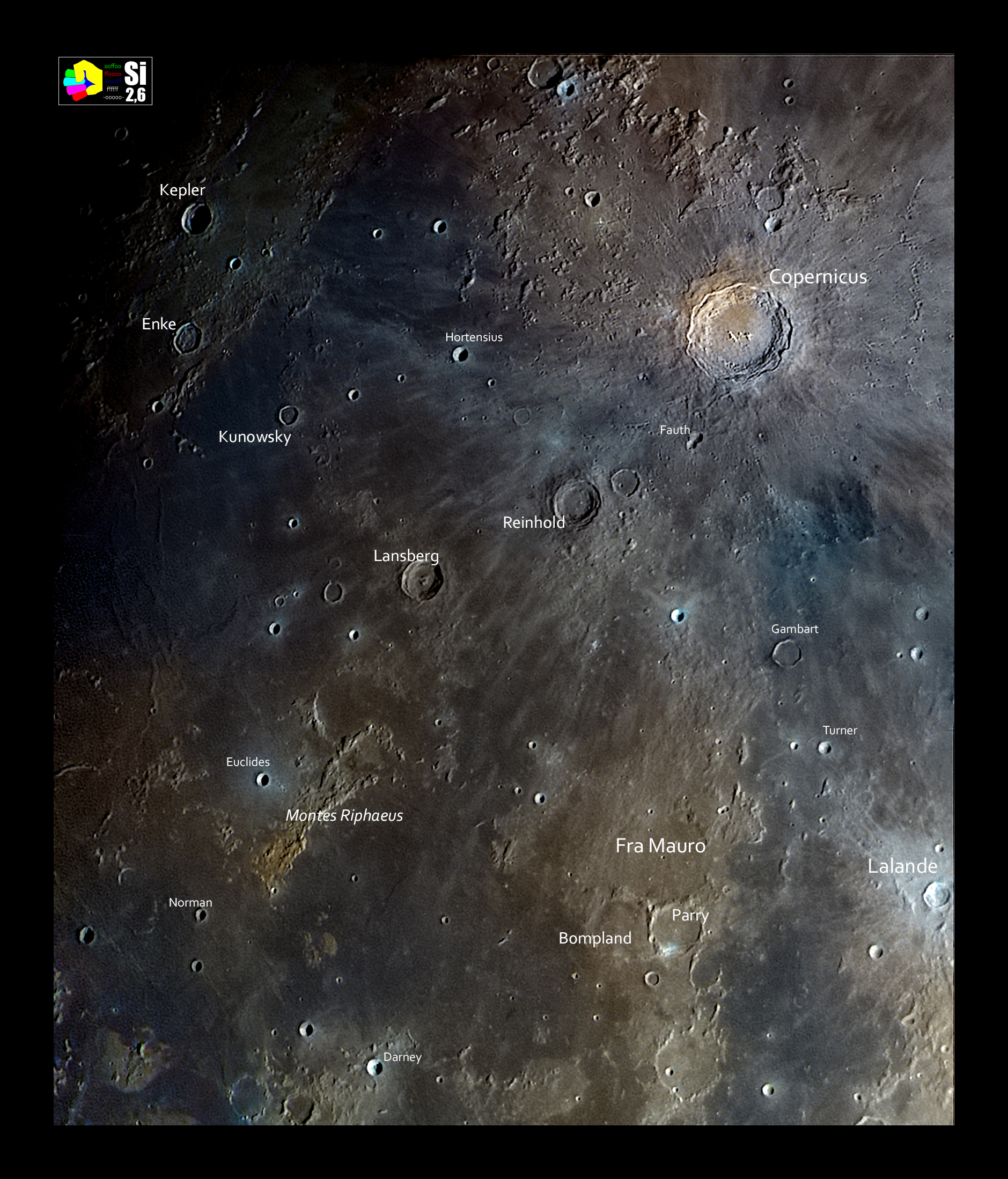
Il cratere(in basso) con le strutture vicine in una Immagine Selenocromatica(Si)

## Crateri correlati
Alcuni crateri minori situati in prossimità di Bonpland sono convenzionalmente identificati, sulle mappe lunari, attraverso una lettera associata al nome.
| Bonpland | Coordinate            | Diametro (in km) |
| -------- | --------------------- | ---------------- |
| C        | 10°13′48″S 17°30′00″W | 4,22             |
| D        | 10°09′36″S 18°16′48″W | 5,25             |
| F        | 7°20′24″S 19°22′12″W  | 4,08             |
| G        | 11°36′36″S 18°48′36″W | 3,7              |
| H        | 11°22′12″S 19°58′12″W | 3,78             |
| J        | 11°23′24″S 20°24′00″W | 2,63             |
| L        | 7°33′00″S 21°12′36″W  | 2,84             |
| N        | 9°24′36″S 21°28′48″W  | 2,31             |
| P        | 10°55′48″S 21°33′36″W | 1,68             |
| R        | 10°42′00″S 18°37′12″W | 2,48             |